# Shahrestān-e Kabūdarāhang
Shahrestān-e Kabūdarāhang (persiska: شهرستان كبودرآهنگ, كبودرآهنگ) är en delprovins (shahrestan) i Iran.   Den ligger i provinsen Hamadan, i den nordvästra delen av landet, 280 km väster om huvudstaden Teheran.
Delprovinsen hade 126 062 invånare 2016.